# Denkmal der Dankbarkeit

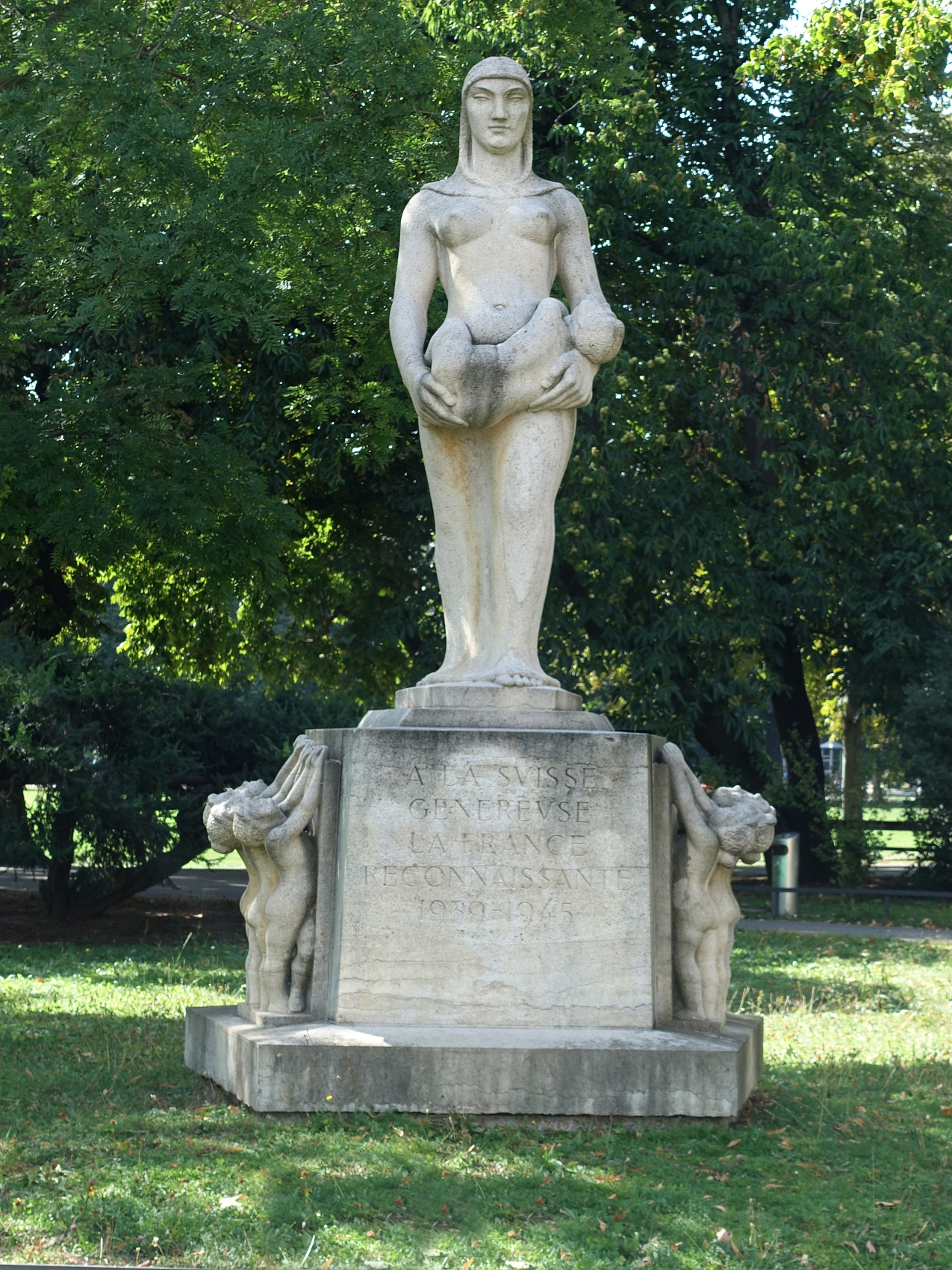
Denkmal der Dankbarkeit

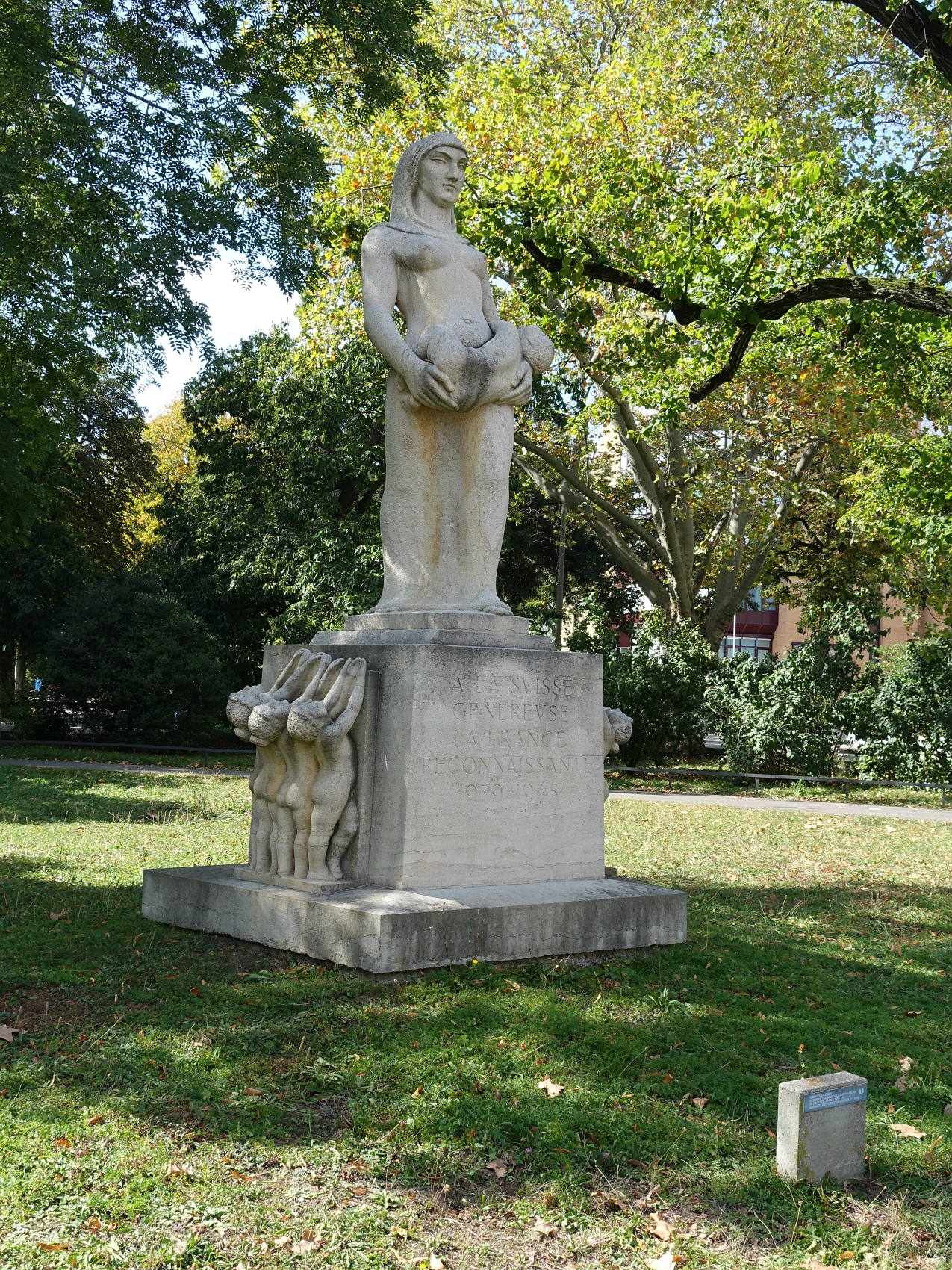
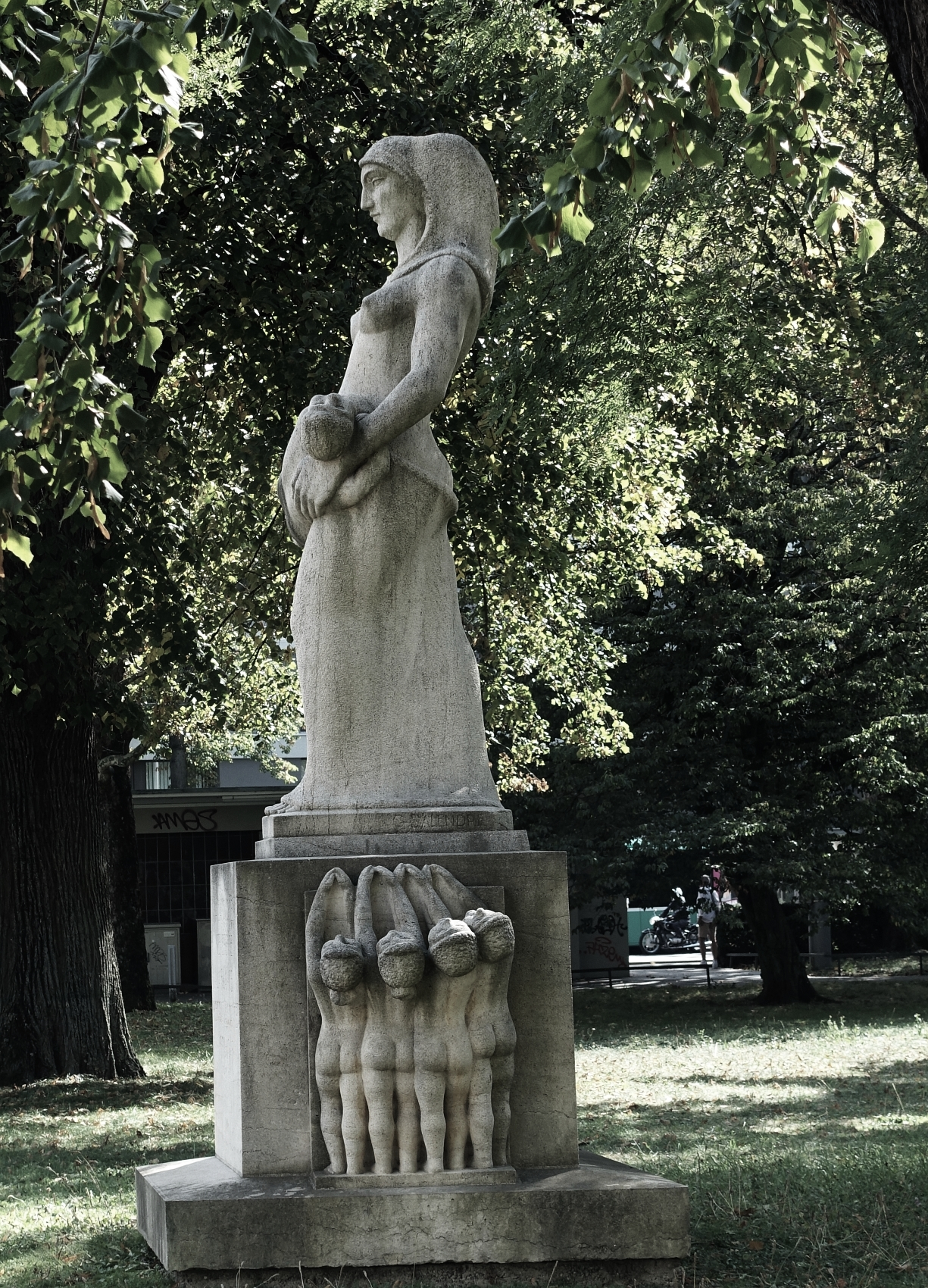
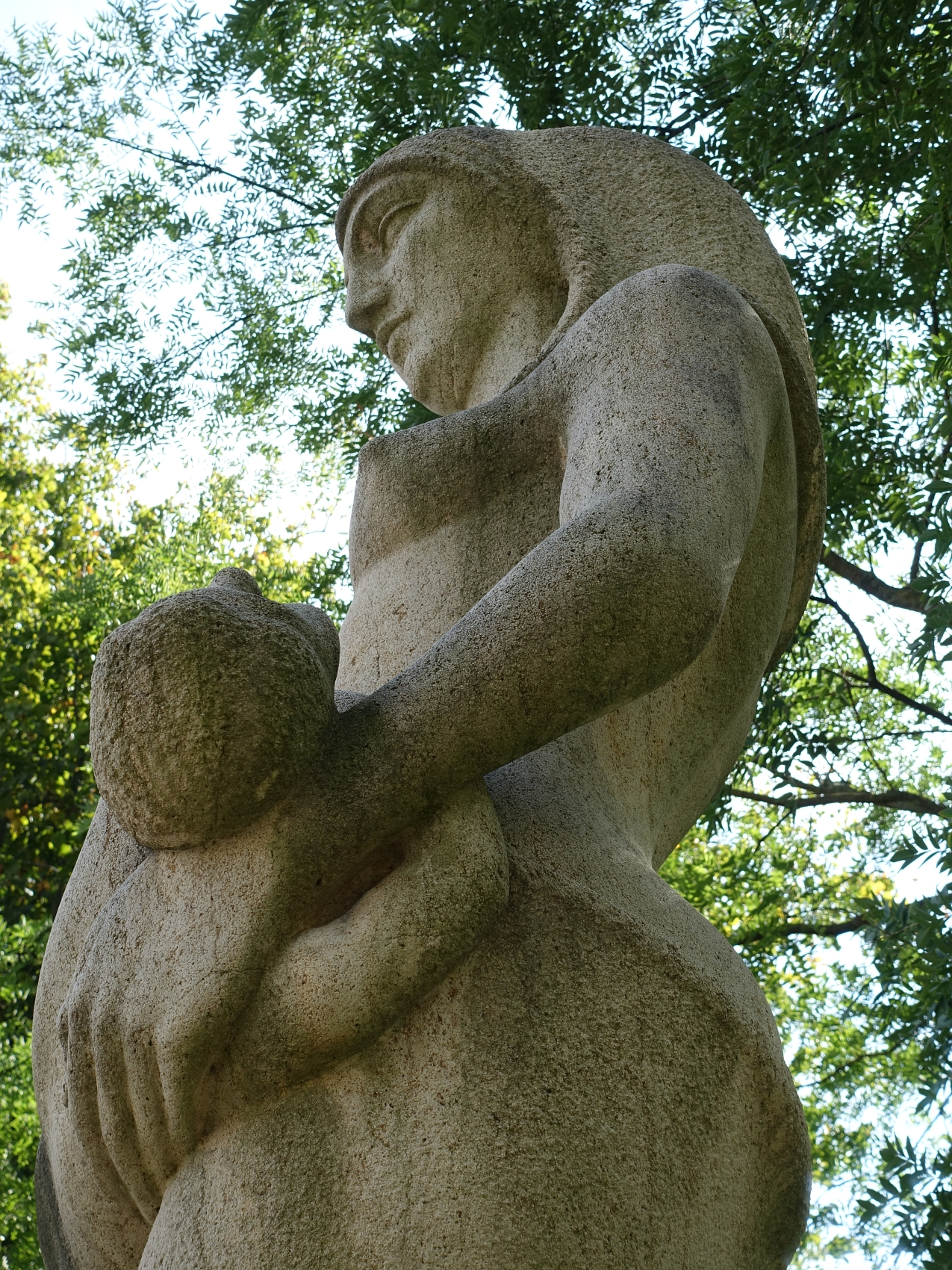
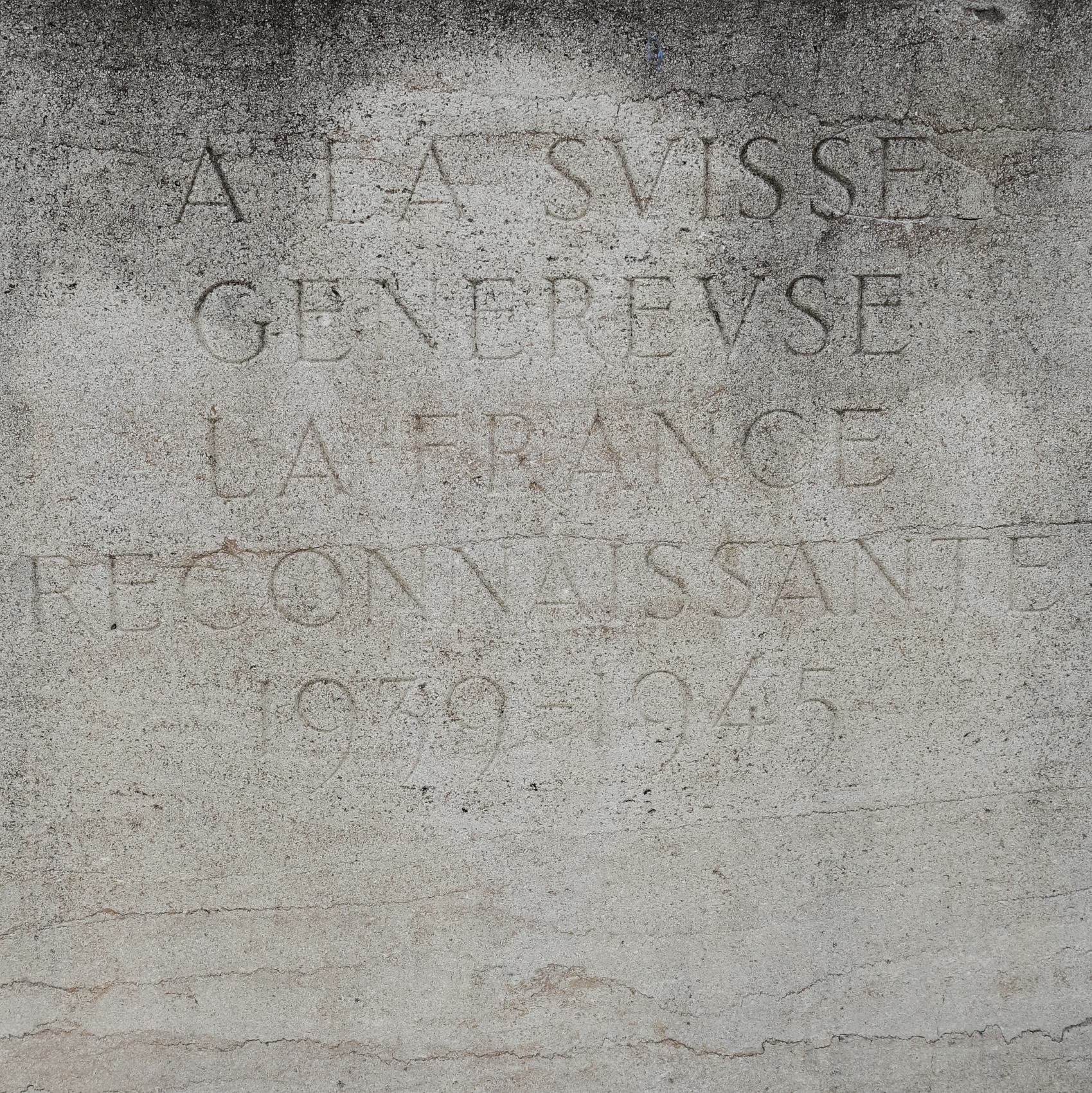
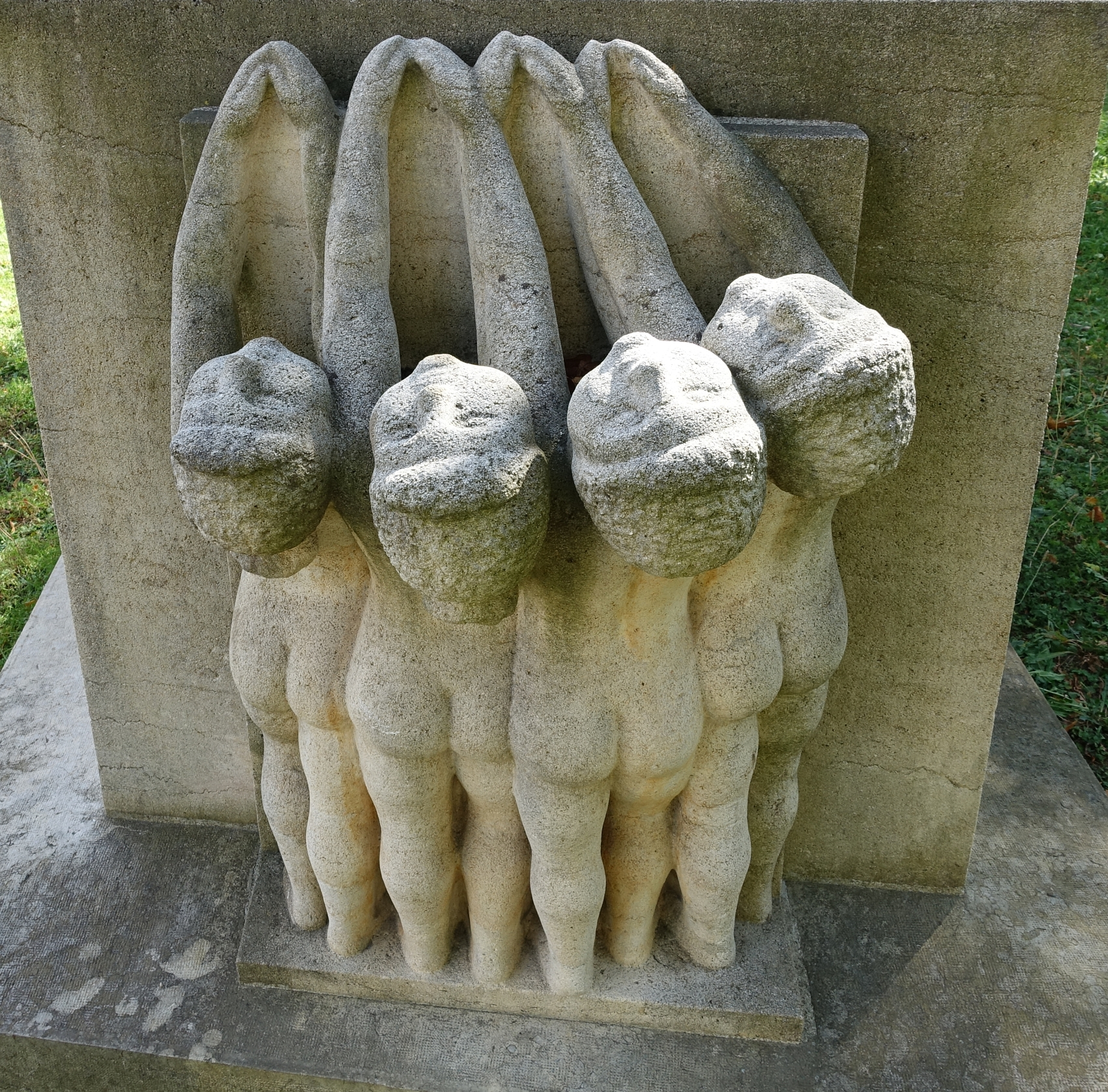
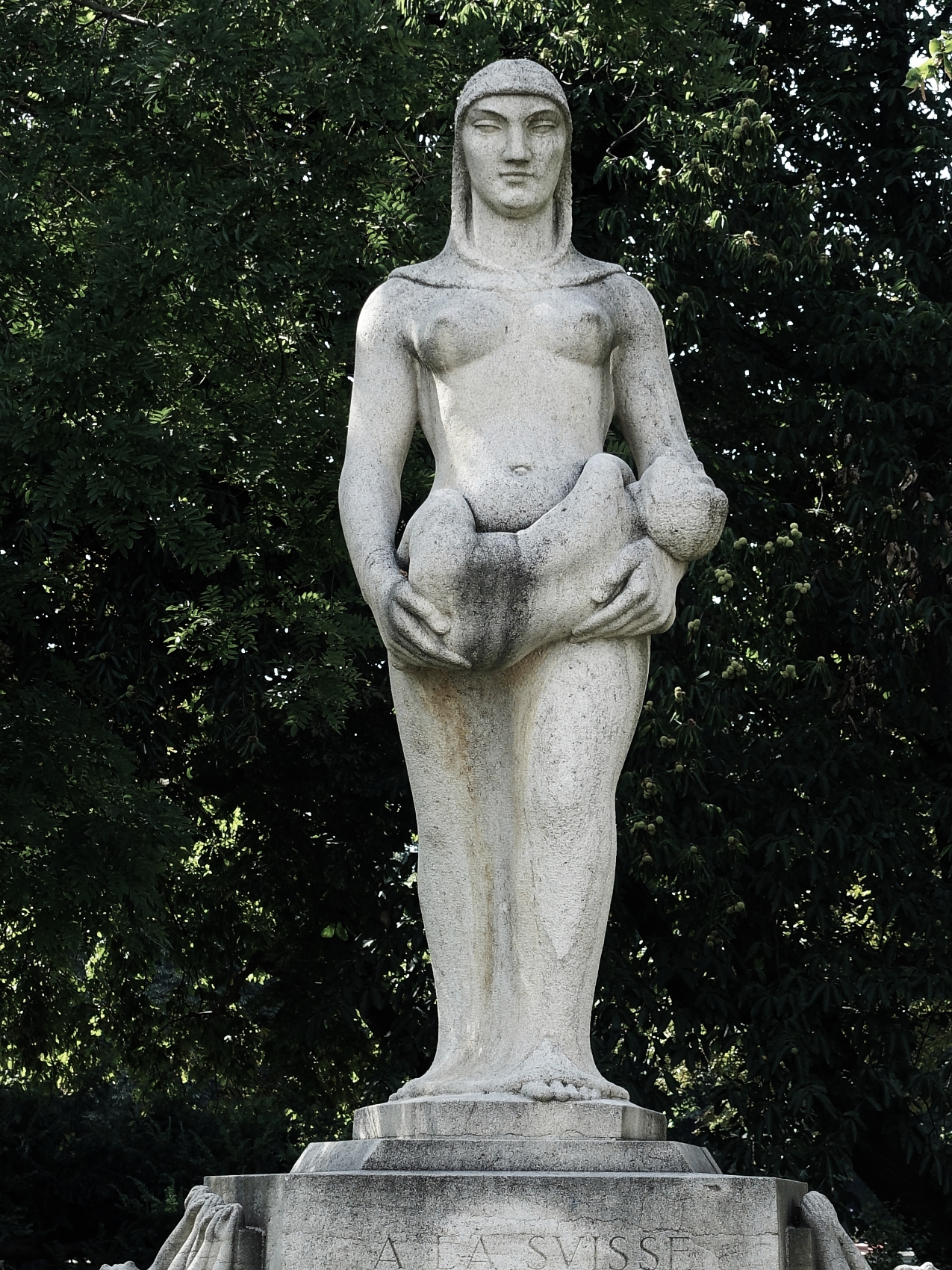

Das Denkmal der Dankbarkeit in Basel steht am Spalenring gegenüber dem ehemaligen Schützenhaus auf dem Schützenmattpark. Es erinnert an die während des Zweiten Weltkrieges aus privater Initiative entstandene Kinderhilfe des Schweizerischen Roten Kreuzes.
Das von dem französischen Bildhauer Georges Salendre (1890–1985) geschaffene Denkmal würdigte damit die humanitäre Hilfe der Schweiz, insbesondere die von dem aus Mülhausen stammenden Textilfabrikanten Marc Bernheim (1875–1952) und von Mathilde Paravicini.
Das Denkmal wurde am 27. Juni 1948 eingeweiht und trägt die Inschrift: À la Suisse généreuse / la France reconnaissante / 1939–1945 (deutsch: «Das dankbare Frankreich / der grosszügigen Schweiz / 1939–1945»). Zur Einweihung waren zahlreiche Behördenvertreter, u. a. Regierungspräsident Peter Zschokke (1898–1986) und Édouard Herriot, Präsident der französischen Nationalversammlung, anwesend.